# Gente como a Gente
Gente como a Gente foi uma telenovela, originalmente escrita por Roberto Freire para o teatro, dirigida por Ademar Guerra e exibida pela RecordTV em 1963.

## Elenco
- Lélia Abramo
- Arabela Bloch
- Armando Bógus
- Felipe Carone
- Irina Greco
- Ivan José
- João José Pompeo
- Silney Siqueira